# 瑶山省藤
瑶山省藤（学名：Calamus melanochrous）为棕榈科省藤属下的一个种。

## 扩展阅读
- 維基物種上的相關：瑶山省藤